# Stade des Alpes
45°11′15″N 5°44′24″Ø / 45.187428°N 5.740099°Ø
Stade des Alpes er et fodboldstadion i Grenoble i Frankrig, der er hjemmebane for Ligue 2-klubben Grenoble Foot 38. Stadionet har plads til 20.068 tilskuere, og alle pladser er siddepladser.
Stadionet blev indviet i 2008, og blev finansieret af det japanske firma Index, der er ejer af Grenoble Foot 38. Stadionomkostningerne var 88 millioner euro.